# Cerapachys gilesi
Cerapachys gilesi är en myrart som först beskrevs av Clark 1923.  Cerapachys gilesi ingår i släktet Cerapachys och familjen myror. Inga underarter finns listade i Catalogue of Life.

## Bildgalleri

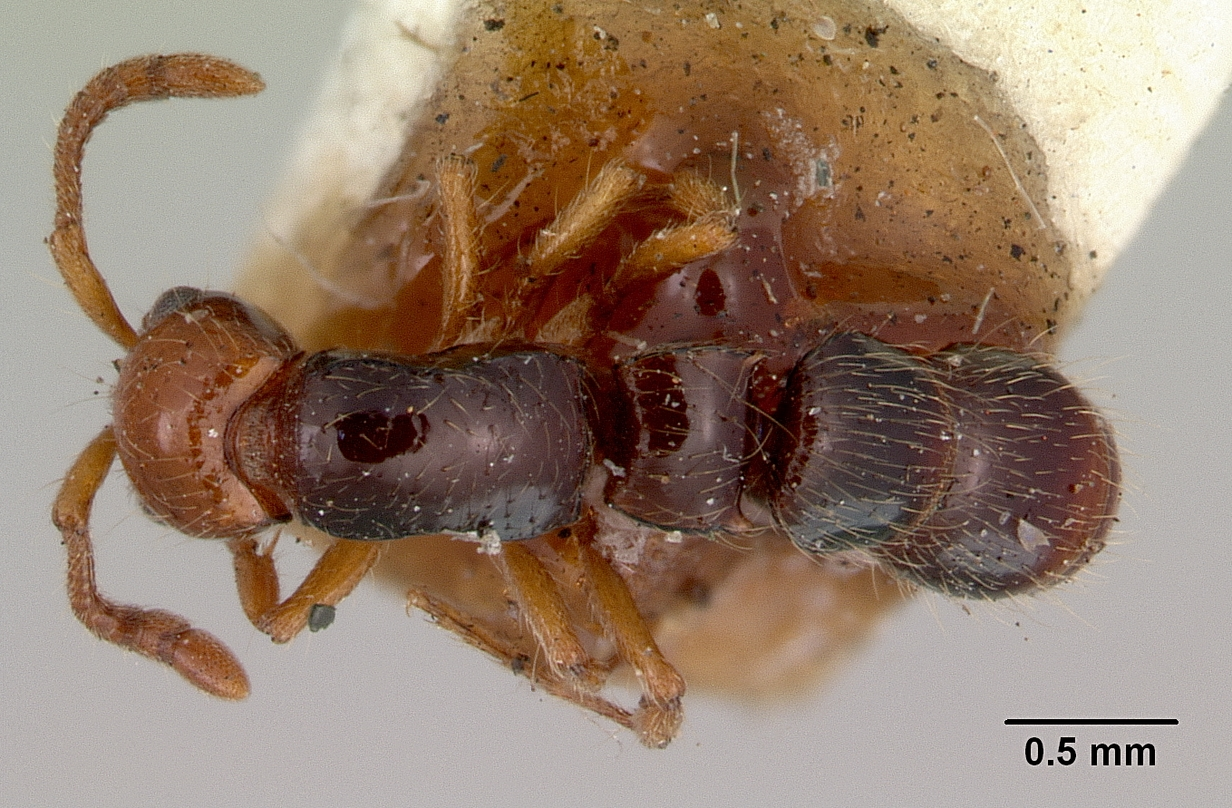
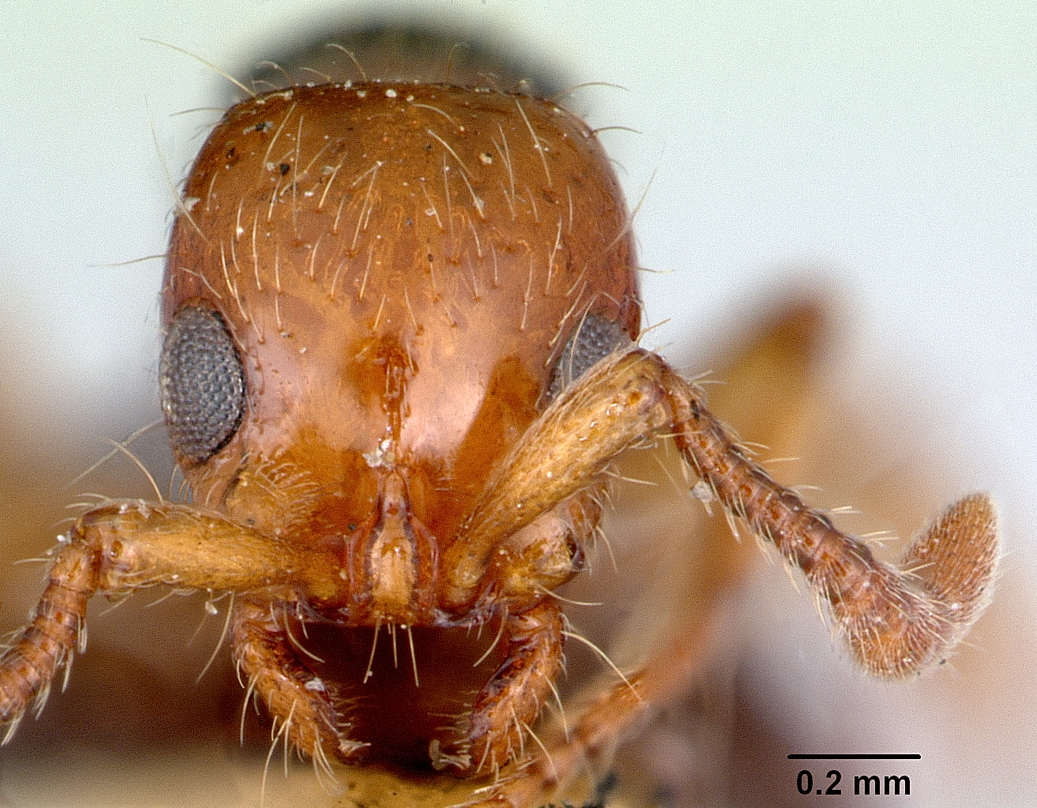
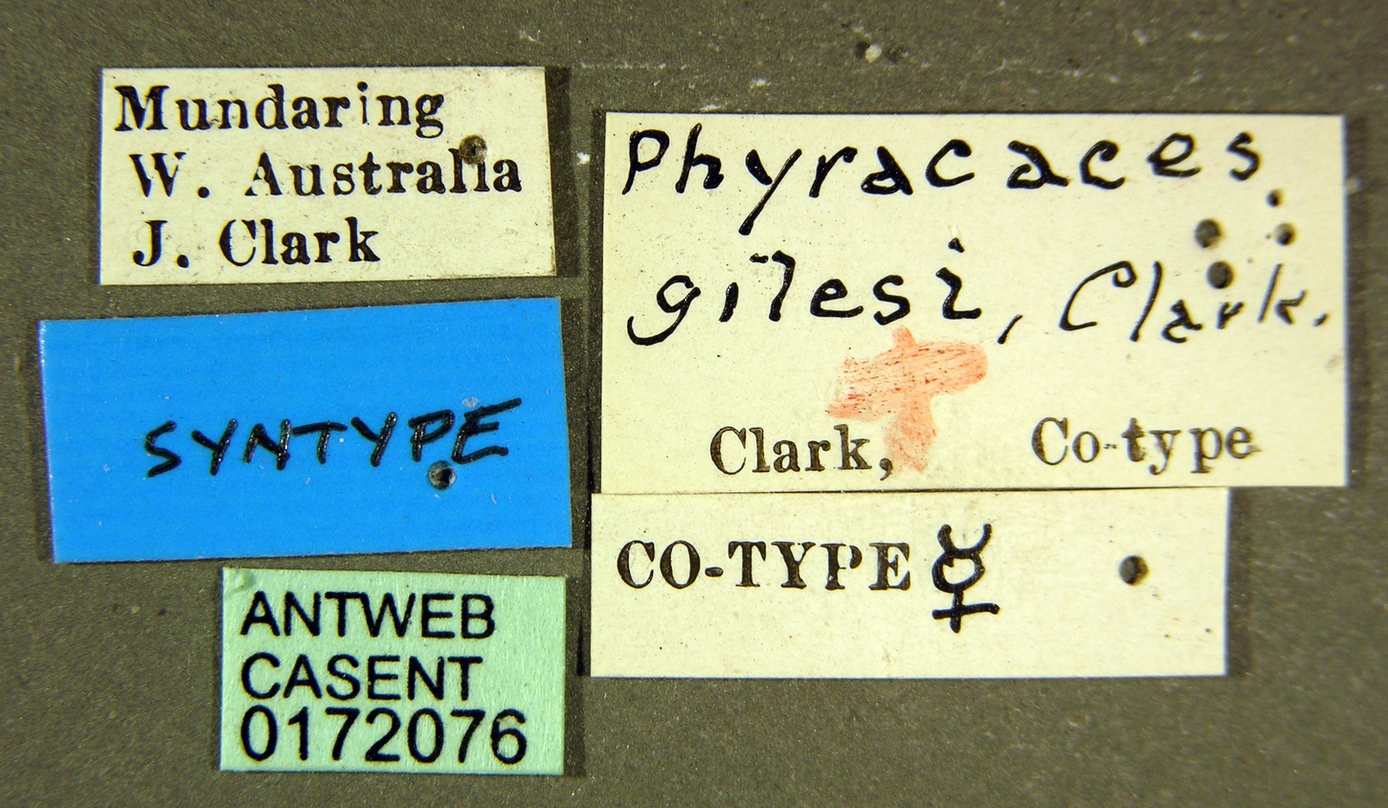
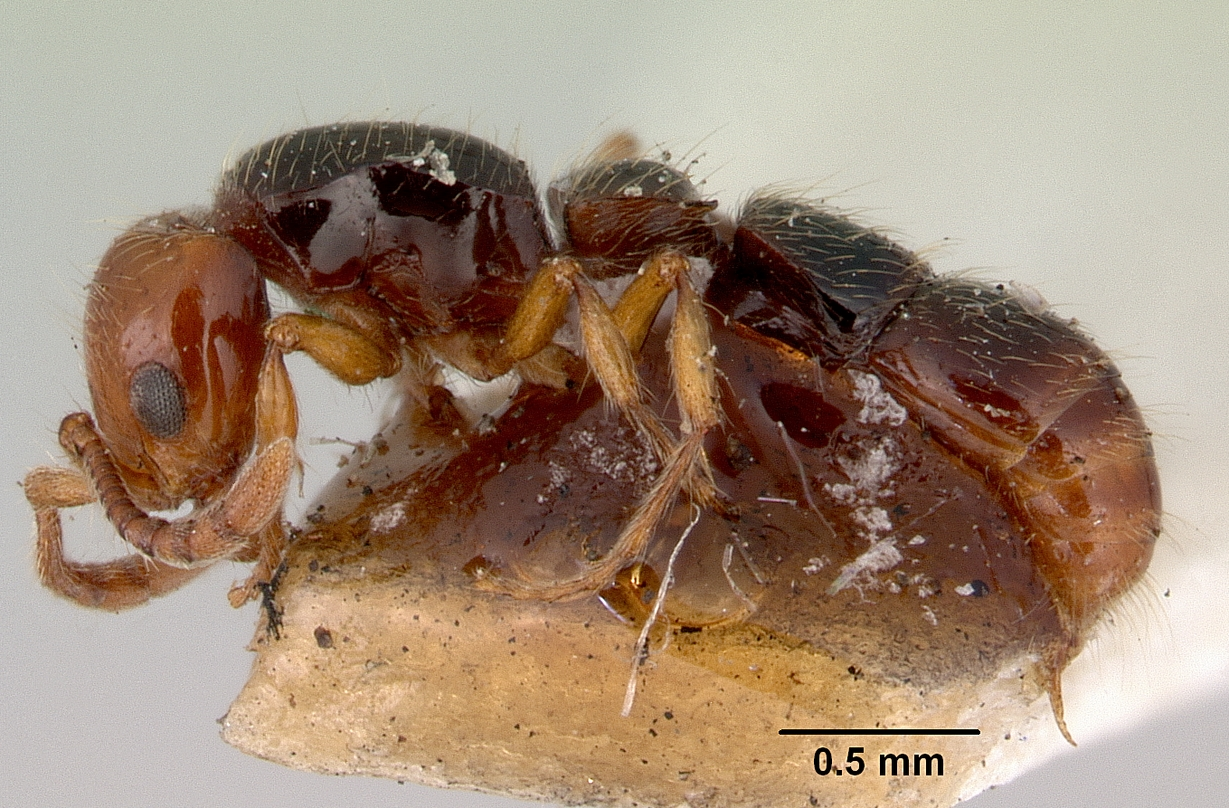